# Otto Schönthal
Otto Schönthal (Vienne, 10 août 1878 – Vienne, 31 décembre 1961) est un architecte autrichien, élève de l'architecte Otto Wagner durant la période Art nouveau appelée Sécession viennoise.

## Biographie
Fils de l'architecte Leopold Schönthal et d'Anna Listner, Otto Schönthal naît à Vienne le 10 août 1878.
Marié à Hedwig Goldfeld (1881-1975), il a trois enfants, Wolfgang (1905-1963) Maler, Otto (1908-1978) et Frieda (1910-1968).
Il meurt à Vienne le 31 décembre 1961.

## Carrière

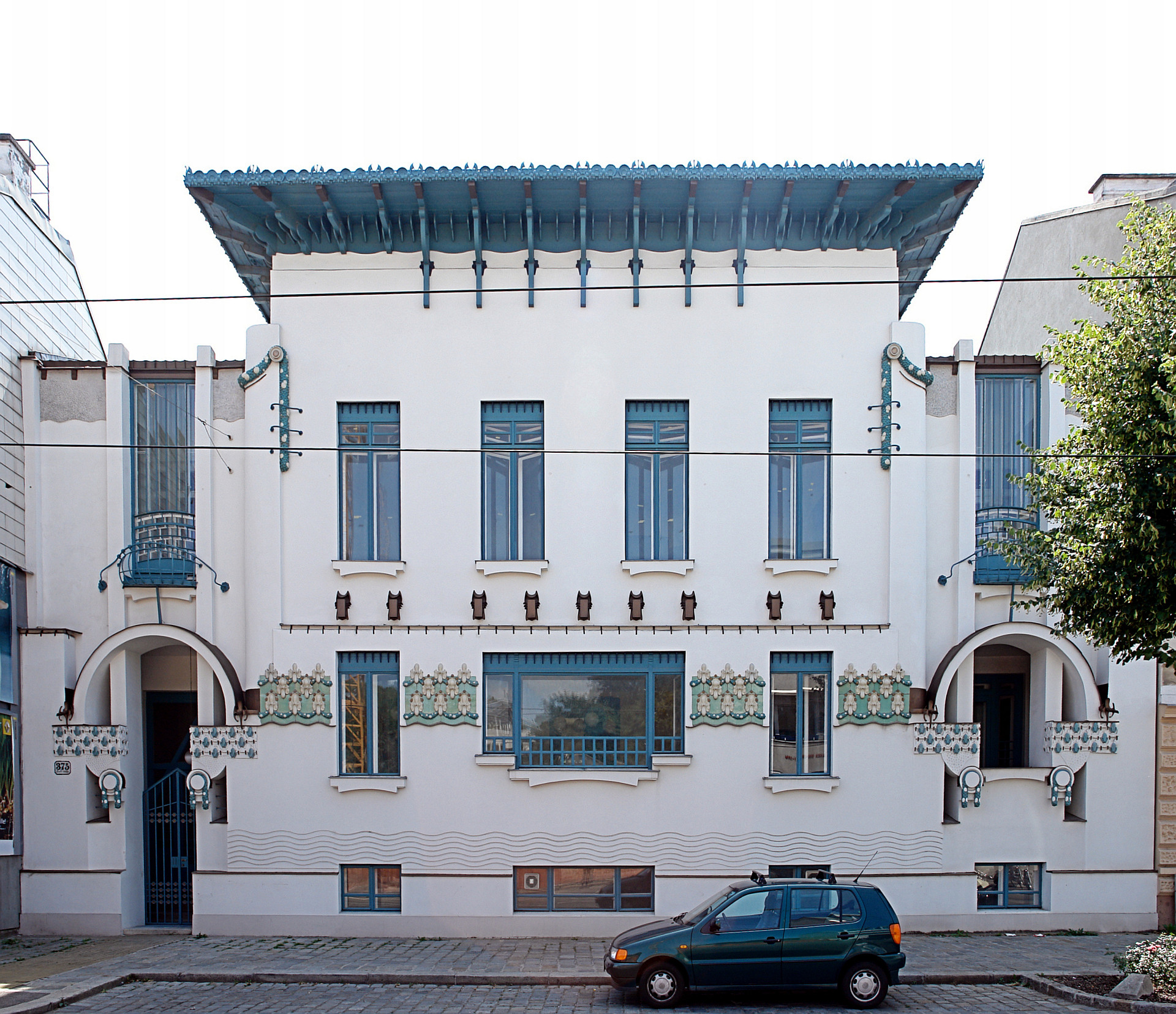
La villa Vojcsik (1901-1902).

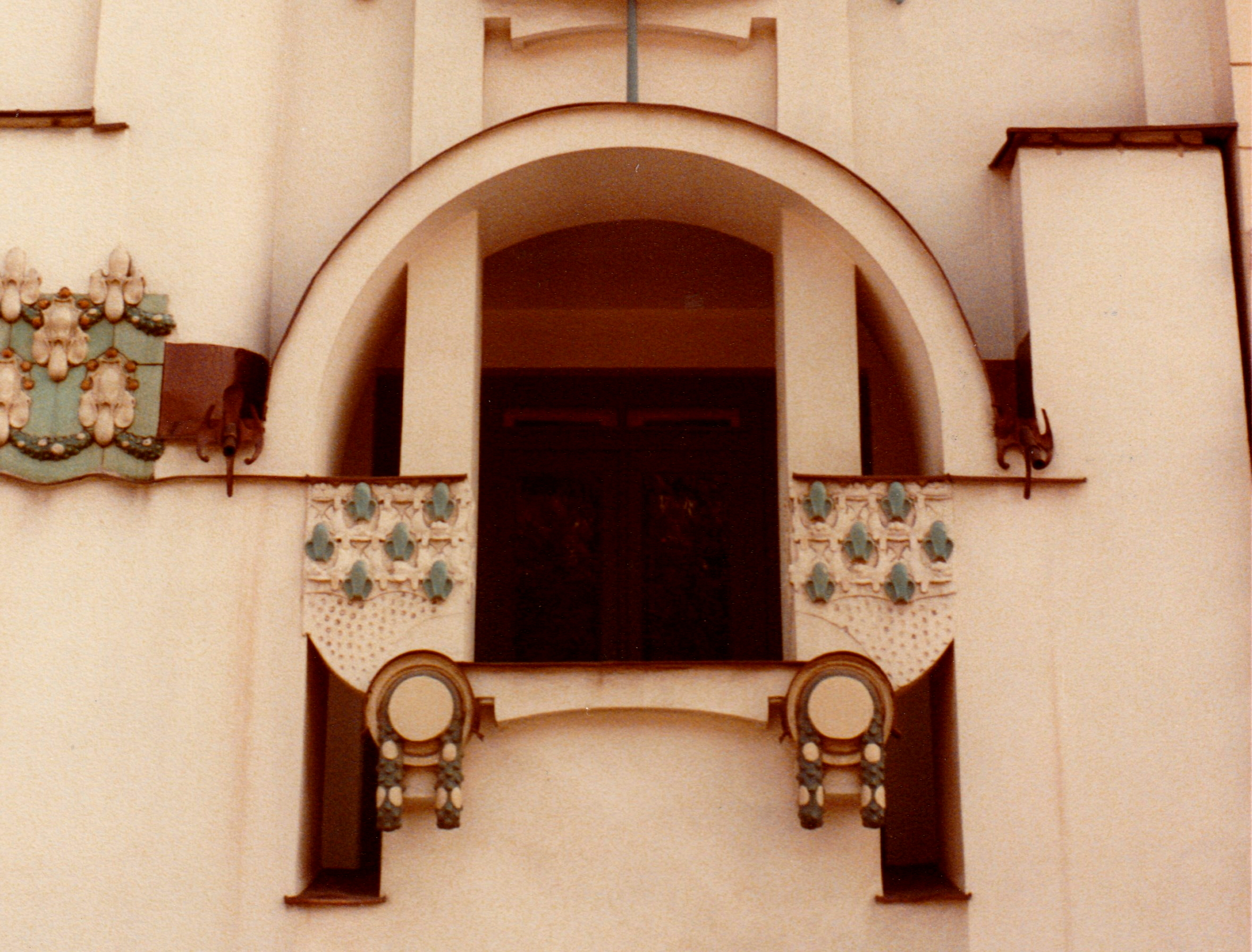
La loggia de la villa Vojcsik.

Otto Schönthal étudie l'architecture de 1898 à 1901 à l'Académie des beaux-arts de Vienne (Akademie der bildenden Künste Wien) sous la direction d'Otto Wagner.
En 1901, âgé de 23 ans, il crée déjà sa première réalisation personnelle, la Villa Vojcsik, réalisée pour le docteur Ladislaus Vojcsik, médecin d'Otto Wagner,.
En 1902, il entre dans l'atelier de Wagner où il restera jusqu'en 1909.
Il y côtoie Emil Hoppe et Marcel Kammerer. En 1903, Otto Wagner confie aux trois jeunes architectes les importants projets de la Caisse d'épargne de la poste (Postsparkasse) et de l'église Saint-Léopold am Steinhof, au point qu'il est difficile d'y distinguer la main du maître de celles de ses élèves.
En 1909, après plusieurs années de pratique dans l'atelier d'Otto Wagner, Otto Schönthal, Emil Hoppe et Marcel Kammerer fondent leur propre bureau, qui survit jusqu'à la fin de la Première Guerre mondiale,. La même année, Schönthal devient directeur de la revue Der Architekt.
Après la guerre, Marcel Kammerer quitte le bureau en 1918. Otto Schönthal et Emil Hoppe continuent l'atelier jusqu'en 1938 et réussissent à compenser le faible niveau des commandes en Autriche par une expansion dans les états issus de l'Autriche-Hongrie, comme la Tchécoslovaquie et la Yougoslavie.
En 1921, la candidature de Schönthal à la succession de Leopold Bauer à l'Académie échoue en raison de l'opposition de Friedrich Ohmann.
Le bureau Hoppe/Schönthal survit jusqu'à l'annexion de l'Autriche par l'Allemagne nazie en 1938. Après l'Anschluss, Schönthal essaye de se concilier les faveurs du nouveau régime mais il perd son autorisation d'exercer le métier d'architecte à cause des origines juives de sa femme.
Schönthal émigre en Suisse et plus tard en Yougoslavie, où vivent des parents de sa femme. Après la guerre, il retourne à Vienne et reprend ses activités.

## Réalisations
- 1901-1902 : Villa Vojcsik